# Let's Make Love and Listen to Death from Above
Let's Make Love and Listen to Death from Above é um single da banda paulistana Cansei de Ser Sexy, originalmente lançado em 2006.

## História
Let's Make Love and Listen to Death from Above é originalmente o primeiro single da banda sendo lançado duas vezes a primeira em Agosto de 2006, e a segunda neste ano em Maio.
A canção é uma homenagem a banda canadense, Death from Above 1979.
A cantora Nelly Furtado montou uma playlist das músicas que mais ouve, e Let's Make Love and Listen to Death from Above estava em 2º, também é considerada por fãs, como a melhor música da banda.

## Lista de Faixas
- 12"

1. "Let's Make Love and Listen to Death from Above" [Versão do Álbum]
2. "Let's Make Love and Listen to Death from Above" [Instrumental]
3. "Let's Make Love and Listen to Death from Above" [Spank Rock Remix]
4. "Let's Make Love and Listen to Death from Above" [Diplo Remix]

- CD Single (Remix)

1. "Let's Make Love and Listen to Death from Above" [Versão do Álbum]
2. "Alala" [Bonde Do Rolê Remix]

## Posições
| Paradas (2006/2007)                             | Posições |
| ----------------------------------------------- | -------- |
| Brasil Hot 100                                  | 65       |
| Irlanda (Irish Singles Chart)                   | 37       |
| Reino Unido (UK Singles Chart)                  | 32       |
| Estados Unidos — Billboard Hot Dance Club Songs | 10       |